# Trichorhina heterophthalma
Trichorhina heterophthalma là một loài chân đều trong họ Platyarthridae. Loài này được Lemos de Castro miêu tả khoa học năm 1964.